# Melody Fall
Melody Fall (MF) — итальянская поп-панк-группа, образовавшаяся в 2003 году в городе Турин.

## История
В январе 2003 Fabrizio Panebarco (вокал, гитара), PierAndrea Palumbo (бас-гитара, бэк-вокал) и Marco Ferro (ударные) учились в первом классе старшей школы (9 класс), когда они решили создать группу, которая была бы похожа на такие американские поп-панк-группы, как Blink-182, Sum 41 и New Found Glory. Изначально группа получила название Ducks 33, участвовала в различных соревнованиях и выступала на концертах в Турине. Через год, когда она получила известность, было принято решение записать первую демозапись. Андре Фусини, итальянский продюсер, видевший их на концерте в 2005 году, предложил им помочь с записью первого альбома Melody Fall (EP). Когда группа начинала запись, к ней присоединился гитарист Davide Pica, тогда же было решено сменить название группы на Melody Fall. EP был выпущен в январе 2006 года в Италии без лейбла и в Японии под лейблом Radtone Music. Спустя два месяца группа подписала контракт с Wynona Records и отправилась в тур по Италии и Японии.
В феврале 2007 группа выпустила свой дебютный альбом Consider Us Gone, после чего отправилась в тур по Европе вместе с The New Story. В конце 2007 года MF подписывает контракт Universal Music.
В феврале 2008 группа выпустила одноименный альбом, записанный под лейблом Universal Music. Это первый альбом, в котором Fabrizio Panebarco поет на итальянском языке. 17 мая 2008 года вышел в свет совместный альбом с американской поп-панк-группой Better Luck Next Time, получивший название Hybrid. Он был выпущен под лейблом Radtone Music и был доступен только в Японии.

## Состав группы
- Fabrizio Panebarco — вокал, гитара (с 2003 года)
- PierAndrea Palumbo — бас-гитара, бэк-вокал (с 2003 года)
- Davide Pica — гитара (с 2005 года)
- Marco Ferro — ударные (с 2003 года)

## Дискография

### Студийные альбомы
- Consider Us Gone (2007)
- Melody Fall (2008)
- Into the Flesh (2010)
- Virginal Notes (2012)

### EP
- Melody Fall EP (2006)

### Совместные альбомы
- Hybrid (2008)

### Синглы
| Год  | Песня               | Позиции в чартах  | Позиции в чартах | Позиции в чартах | Альбом      |
| Год  | Песня               | ITA Singles Chart | ITA Rock Chart   | ITA Airplay      | Альбом      |
| ---- | ------------------- | ----------------- | ---------------- | ---------------- | ----------- |
| 2008 | «Ascoltami»         | 34                | —                | —                | Melody Fall |
| 2008 | «I'm So Me/Salvami» | —                 | —                | —                | Melody Fall |